# Aparat jajowy

Schemat zalążka z woreczkiem zalążkowym – zaznaczone:
komórka jajowa (C) i synergidy (D)

Aparat jajowy – grupa 3 komórek (komórki jajowej oraz 2 synergid), powstałych w trakcie tworzenia się gametofitu żeńskiego, zlokalizowanych w woreczku zalążkowym roślin okrytozalążkowych, wykształcająca się tuż przed otwarciem kwiatów.